# Coupe d'Europe féminine de rink hockey 2014-2015
Navigation
Coupe d'Europe féminine 2013-2014 Coupe d'Europe féminine 2015-2016
La Coupe d'Europe féminine de rink hockey 2014-2015 est la 9e édition de la compétition européenne de rink hockey entre équipes de club. La phase finale a lieu à Manlleu, en Espagne.

## Final Four
La final four 2015 se déroule le 14 et 15 mars. Elle voit s'opposer lors de la première rencontre  le club français de Coutras face aux allemandes d'Iserlohn. La seconde demi-finale voit s'affronter les ibériques portugaises du Benfica et espagnoles de Manlleu.
|  | Demi-Finales | Demi-Finales |            |   | Finale | Finale |
|  | Demi-Finales | Demi-Finales |            |   | Finale | Finale |
|  |              |              |            |   |        |        |
|  |              |              |            |   |        |        |
|  |              |              |            |   |        |        |
|  | CP Manlleu   | 2            |            |   |        |        |
|  | CP Manlleu   | 2            |            |   |        |        |
|  | SL Benfica   | 4            |            |   |        |        |
|  | SL Benfica   | 4            | SL Benfica | 5 |        |        |
|  |              |              | SL Benfica | 5 |        |        |
|  |              | US Coutras   | 2          |   |        |        |
|  | US Coutras   | US Coutras   | 2          | 4 |        |        |
|  | US Coutras   |              |            | 4 |        |        |
|  | ERG Iserlohn | 1            |            |   |        |        |
|  | ERG Iserlohn | 1            |            |   |        |        |